# Изобильное (Нижнегорский район)
Изоби́льное (до 1945 года Тама́к; укр. Ізобільне, крымскотат. Tamaq, Тамакъ) — село в Нижнегорском районе Республики Крым, центр Изобильненского сельского поселения (согласно административно-территориальному делению Украины — Изобильненского сельского совета Автономной Республики Крым).

## Население
| 2001 | 2014 | 2015 | 2016 | 2017 | 2018 | 2019 |
| ---- | ---- | ---- | ---- | ---- | ---- | ---- |
| 1408 | ↘990 | ↗991 | ↘968 | ↗972 | ↘963 | ↘952 |
| 2020 | 2021 |      |      |      |      |      |
| ↘943 | ↘919 |      |      |      |      |      |

Всеукраинская перепись 2001 года показала следующее распределение по носителям языка
| Язык             | Процент |
| ---------------- | ------- |
| русский          | 80.54   |
| украинский       | 10.65   |
| крымскотатарский | 8.24    |

### Динамика численности
| - 1864 год — 135 чел. - 1915 год — 0 чел. - 1926 год — 167 чел. - 1939 год — 859 чел. | - 1989 год — 2036 чел. - 2001 год — 1408 чел. - 2014 год — 990 чел. |

## Современное состояние
На 2017 год в Изобильном числится 20 улиц и 1 переулок; на 2009 год, по данным сельсовета, село занимало площадь 171,9 гектара на которой, в 340 дворах, проживало более 1,2 тысяч человек. В селе действует средняя общеобразовательная школа-детский сад, фельдшерско-акушерский пункт, отделение почты России, сельский дом
культуры, библиотека-филиал № 10, храм Архистратига Божия Михаила. Изобильное связано автобусным сообщением с Симферополем, райцентром и соседними населёнными пунктами.

## География
Изобильное — село на северо-востоке района, в степном Крыму, на правом берегу реки Салгир недалеко от устья, высота центра села над уровнем моря — 6 м. Соседние сёла: Емельяновка в 1 км на юг, Заливное в 5 км на запад и Луговое со Степановкой — в 5,5 км на северо-запад. Расстояние до райцентра — около 25 километров (по шоссе), там же ближайшая железнодорожная станция — Нижнегорская (на линии Джанкой — Феодосия). Транспортное сообщение осуществляется по региональной автодороге 35Н-376 от шоссе «граница с Украиной — Джанкой — Феодосия — Керчь» до Изобильного (по украинской классификации — С-0-10920).

## История
Впервые в исторических документах название «Тамак» встречается в «Списке населённых мест Таврической губернии по сведениям 1864 года», составленном по результатам VIII ревизии 1864 года, согласно которому, Шатиловка Шейих-Монахской волости Феодосийского уезда, или 2 участка деревни Тамак, а также Кучук-Мин и Биюк-Мин — всё вместе владельческое русское село с 30 дворами, 135 жителями и православным молитвенным домом при реке Биюк-Кара-Су. На карте Шуберта 1865 года на месте нынешнего Изобильного ещё обозначены Кучук Мын и Биюк Мин, а на карте с корректурой 1876 года — уже сельцо Шатиловка. В путеводителе Сосногоровой 1871 года описывается большое имение Тамак в 18000 десятин земли, из которых 1200 десятин луговой и поливной, принадлежащее на тот год Шатилову. В дальнейшем в доступных источниках поселение ни под каким названием не встречается до упоминания в «Памятной книжке Таврической губернии на 1902 год», согласно которой на тот год в деревне работал фельдшер. По Статистическому справочнику Таврической губернии. Ч.II-я. Статистический очерк, выпуск пятый Феодосийский уезд, 1915 год, в экономии Д. Я. Дика Томак Андреевской волости Феодосийского уезда числился 1 двор без населения. Согласно списку 1915 года «…русских подданных из австрийских, венгерских или германских выходцев» землевладельцев, опубликованном в газете «Таврические губернские ведомости» в апреле 1915 года, при деревне Томак значится Дик Екатерина Петровна, имевшая 6793 десятин земли.
После установления в Крыму Советской власти, по постановлению Крымревкома № 206 «Об изменении административных границ» от 8 января 1921 года была упразднена волостная система и село вошло в состав Ичкинского района Феодосийского уезда, а в 1922 году уезды получили название округов. 11 октября 1923 года, согласно постановлению ВЦИК, в административное деление Крымской АССР были внесены изменения, в результате которых округа были отменены, Ичкинский район упразднили, включив в состав Феодосийского в состав которого включили и село. Согласно Списку населённых пунктов Крымской АССР по Всесоюзной переписи 17 декабря 1926 года, в совхозе Томак, Емельяновского сельсовета (в котором село состояло до создания собственного совета) Феодосийского района, числилось 100 дворов, все некрестьянские, население составляло 237 человек, из них 191 русский, 32 украинца, 5 эстонцев, 3 немца, 3 грека, 1 белорус, 1 латыш, 1 записан в графе «прочие», действовала русская школа I ступени (пятилетка). Постановлением ВЦИК «О реорганизации сети районов Крымской АССР» от 30 октября 1930 года был создан Сейтлерский район (по другим сведениям 15 сентября 1931 года) и село передали в его состав. Видимо, в ходе той же реорганизации, был образован Тамакский сельсовет, поскольку на 1940 год он уже существовал. По данным «Крымскотатарской энциклопедии», по всесоюзной переписи населения 1939 года в селе проживало 859 человек.
В 1944 году, после освобождения Крыма от фашистов, 12 августа 1944 года было принято постановление № ГОКО-6372с «О переселении колхозников в районы Крыма» и в сентябре 1944 года в район приехали первые новоселы (320 семей) из Тамбовской области, а в начале 1950-х годов последовала вторая волна переселенцев из различных областей Украины. Указом Президиума Верховного Совета РСФСР от 21 августа 1945 года Тамак был переименован в Изобильное и Тамакский сельсовет — в Изобильненский. С 25 июня 1946 года Изобильное в составе Крымской области РСФСР, 26 апреля 1954 года Крымская область была передана из состава РСФСР в состав УССР. В книге «Города и села Украины. Автономная Республика Крым. Город Севастополь. Историко-краеведческие очерки» утверждается, что сельсовет был образован в 1977 году — видимо, это произошло во второй повине года поскольку, согласно справочнику «Крымская область. Административно-территориальное деление на 1 января 1977 года», на 1 июня того года Изобильное ещё входило в состав Емельяновского. По данным переписи 1989 года в селе проживало 2036 человек. С 12 февраля 1991 года село в восстановленной Крымской АССР, 26 февраля 1992 года переименованной в Автономную Республику Крым. С 21 марта 2014 года в составе Крыма аннексировано Россией.